# Scafandro da palombaro di Leonardo
Lo scafandro da palombaro di Leonardo è un'invenzione di Leonardo da Vinci.

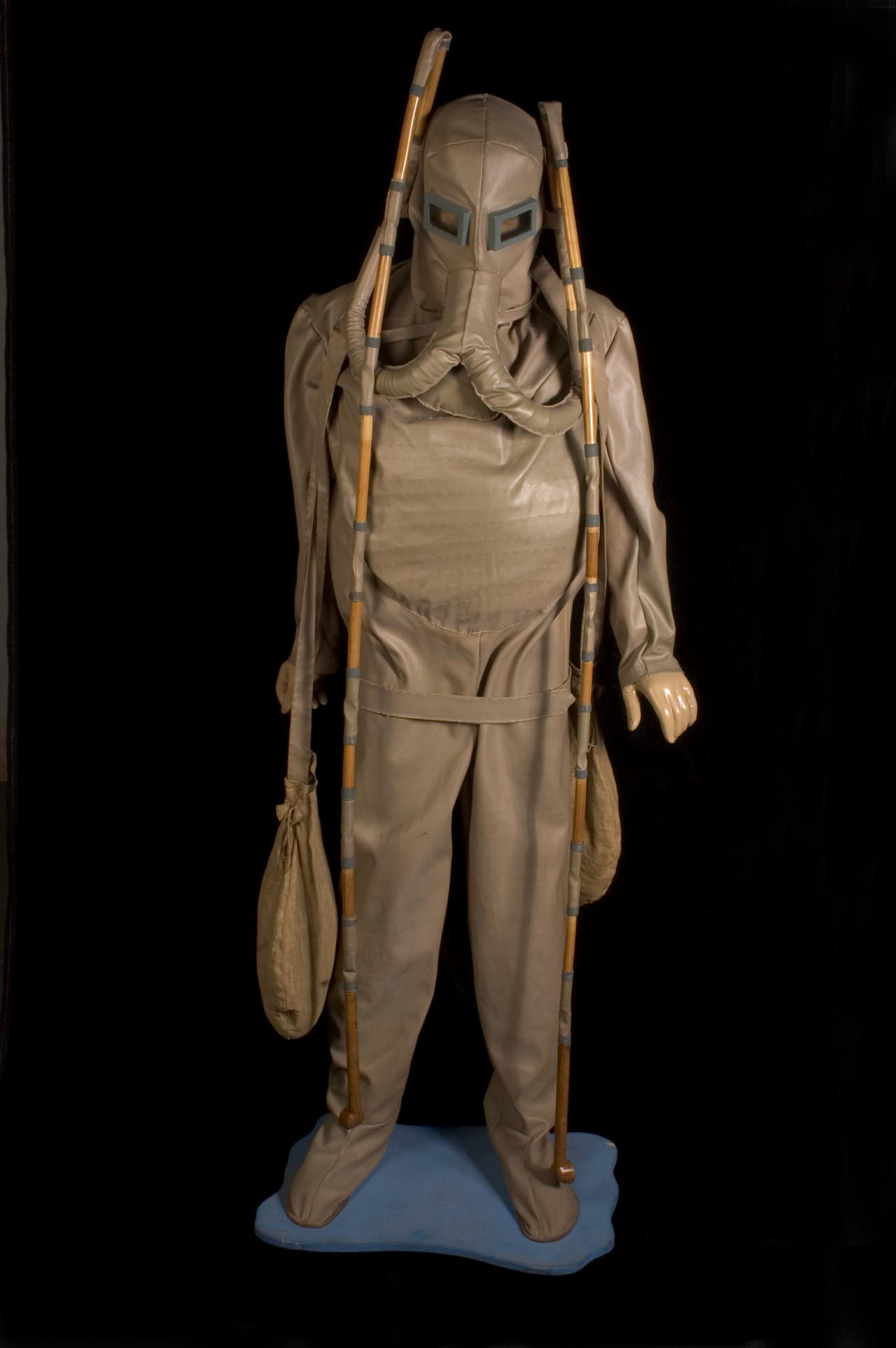
Scafandro per palombaro. Modello di Luigi Tursini, Museo nazionale della scienza e della tecnologia Leonardo da Vinci, Milano.

Nel Codice Atlantico della Biblioteca Ambrosiana di Milano al foglio 909 è presente il disegno di uno scafandro da palombaro, progettato da Leonardo per azioni di guerra quali il sabotaggio delle navi nemiche.
Leonardo ha disegnato un autorespiratore subacqueo composto da tubi di canna uniti da cuoio, con anelli d'acciaio per impedire che vengano schiacciati dalla pressione dell'acqua. I tubi sono fissati a una maschera facciale con due fori coperti da vetro all'altezza degli occhi per vedere. Completano l'attrezzatura una giubba, i pantaloni, un otre per la minzione, un galleggiante a forma di campana per mantenere le aperture sopra l'acqua.
Un modello costruito seguendo le indicazioni del disegno di Leonardo fu realizzato da Luigi Tursini negli anni 1951- 1953 ed è esposto nel Museo nazionale della scienza e della tecnologia Leonardo da Vinci di Milano.